# Entlesboden
Das Gebiet Entlesboden ist ein vom Regierungspräsidium Stuttgart am 14. August 1980 durch Verordnung ausgewiesenes Naturschutzgebiet auf dem Gebiet der Stadt Waldenburg im Hohenlohekreis.

## Lage
Der Entlesboden liegt in den Waldenburger Bergen zwischen den Ortschaften Obersteinbach, Tommelhardt und Sailach. Es gehört zum Naturraum Schwäbisch-Fränkische Waldberge und zum FFH-Gebiet Ohrn-, Kupfer- und Forellental.

## Landschaftscharakter
Das Schutzgebiet ist eine feuchte Fläche mit parkartigem Baumbestand aus Birken, Espen und Erlen. Die Fläche wurde zur Gewinnung von Einstreu und als Waldweide genutzt.

## Schutzzweck
Schutzzweck ist laut Schutzgebietsverordnung „die Erhaltung einer kulturgeschichtlich bedeutsamen Waldweide auf der Hochfläche der Waldenburger Berge sowie die Erhaltung und Förderung der dort vorkommenden Tier- und Pflanzengesellschaften.“

## Geschichte
Ein Teil des heutigen Schutzgebiets stand bereits seit dem 8. Juni 1939 unter Naturschutz. Das vom württembergischen Kultministers als höherer Naturschutzbehörde damals ausgewiesene Naturschutzgebiet gleichen Namens wurde mit der Neuverordnung von 1980 aufgelöst. Es handelt sich damit um das zweitälteste Naturschutzgebiet im heutigen Hohenlohekreis.

## Flora und Fauna
Im Gebiet kommen unter anderem das Kleine Helmkraut, die Quendelblättrige Kreuzblume sowie die Arnika vor.